# Piazza Pretoria
Het Piazza Pretoria is een plein in de Siciliaanse hoofdstad Palermo. Het is gelegen in het historische centrum aan de Via Maqueda, ten zuiden van het plein Quattro Canti. Het plein is vernoemd naar het Palazzo Pretorio, dat aan de zuidzijde van het plein staat en het stadhuis van Palermo is.
Het Piazza Pretoria is in de zestiende eeuw aangelegd om plaats te bieden aan de maniëristische Fontana Pretoria. In de volksmond wordt het plein Piazza della Vergogna (Plein van de Schande) genoemd, vanwege de vele naakte beelden van de fontein.
Aan de overkant van de Via Maqueda, ten westen van het plein, staat de Dominicaanse kerk Santa Caterina.

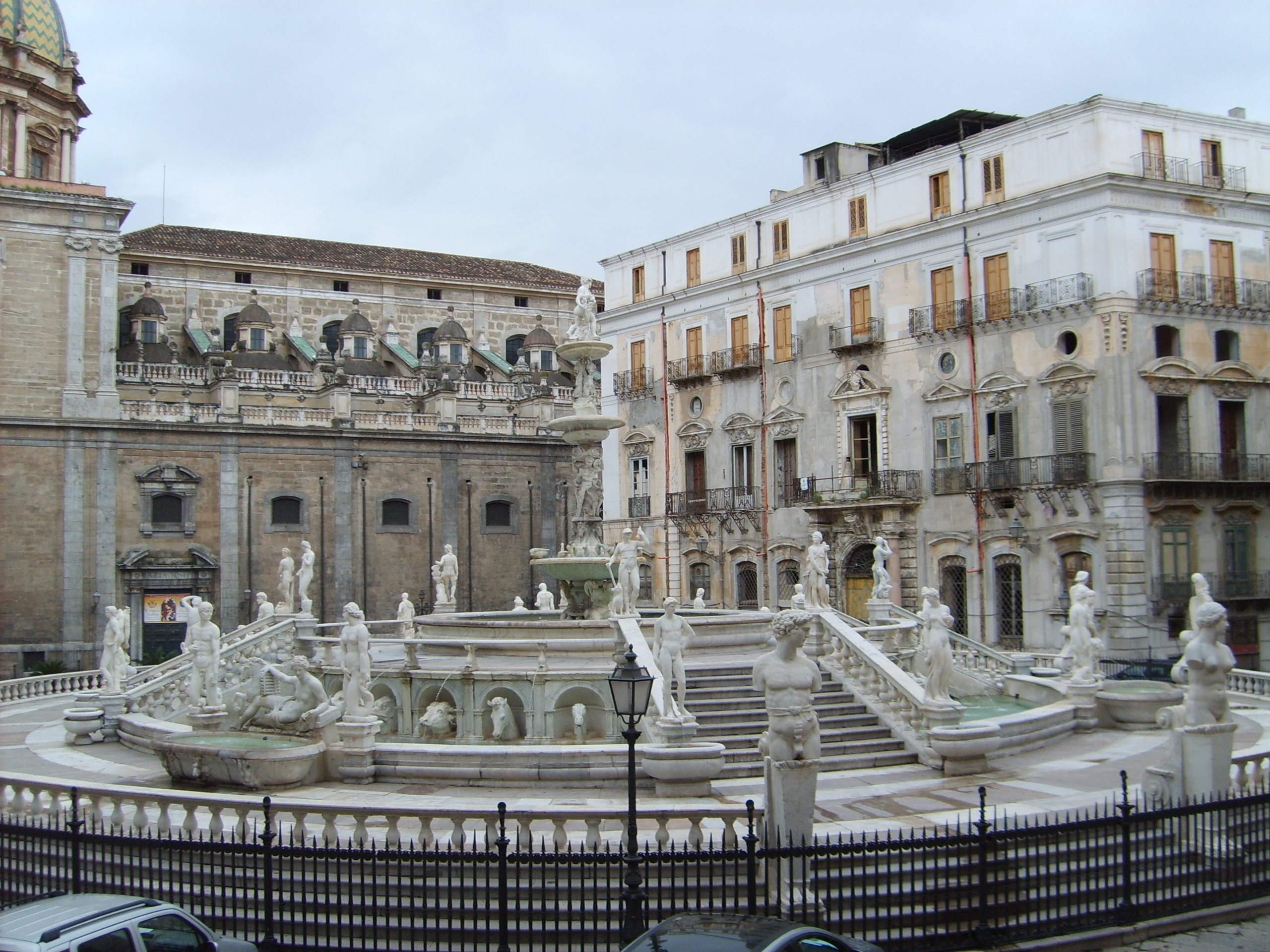
De Fontana Pretoria.
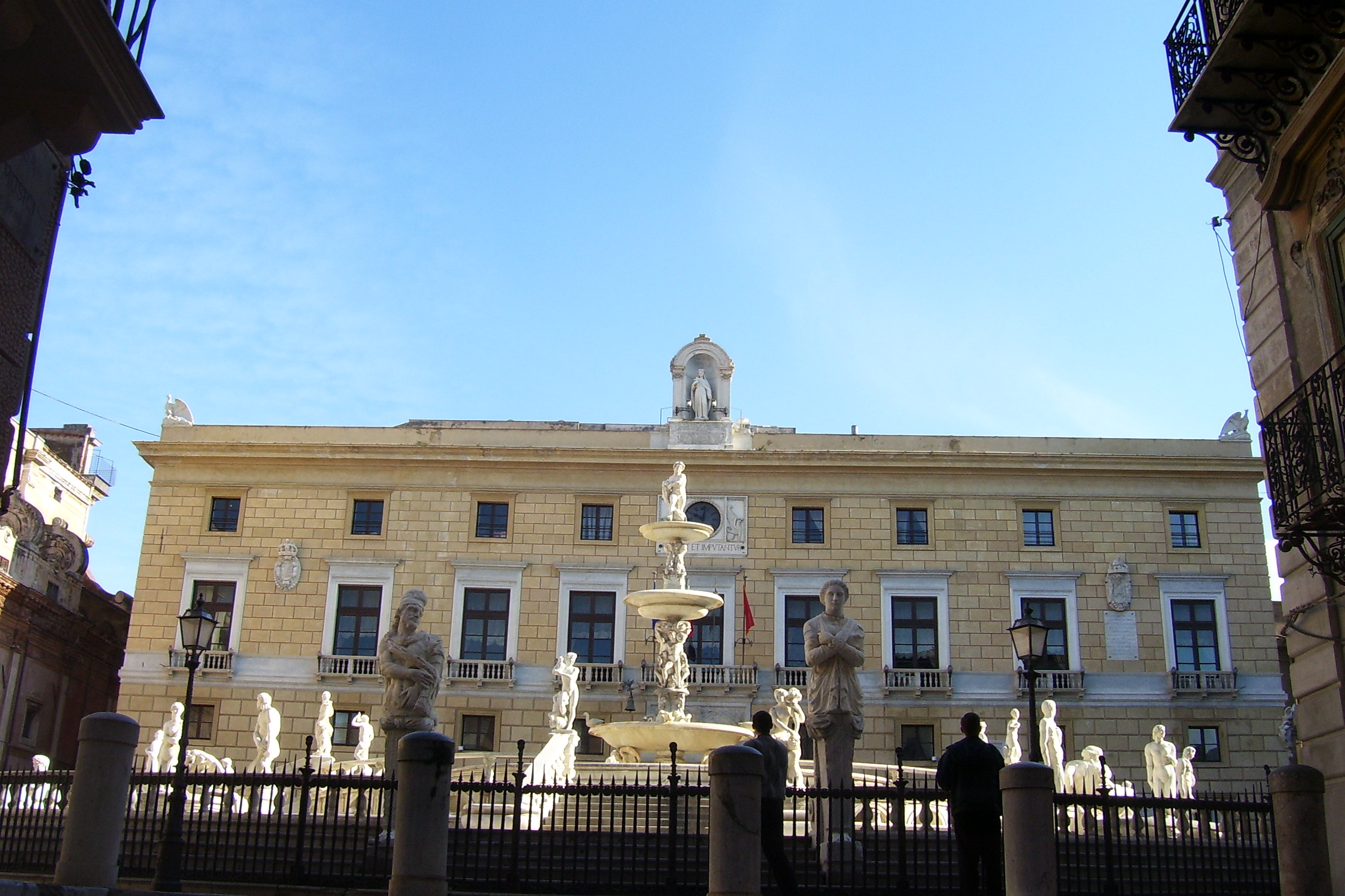
Het plein vanaf de Corso Vittorio Emanuele.
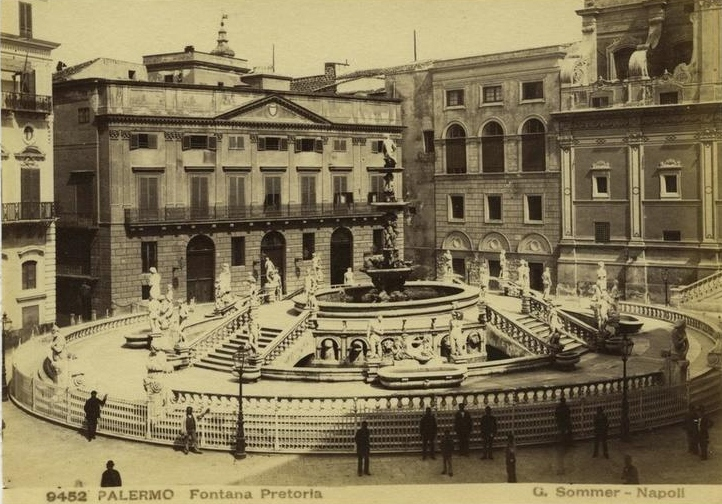
Het plein rond 1900.
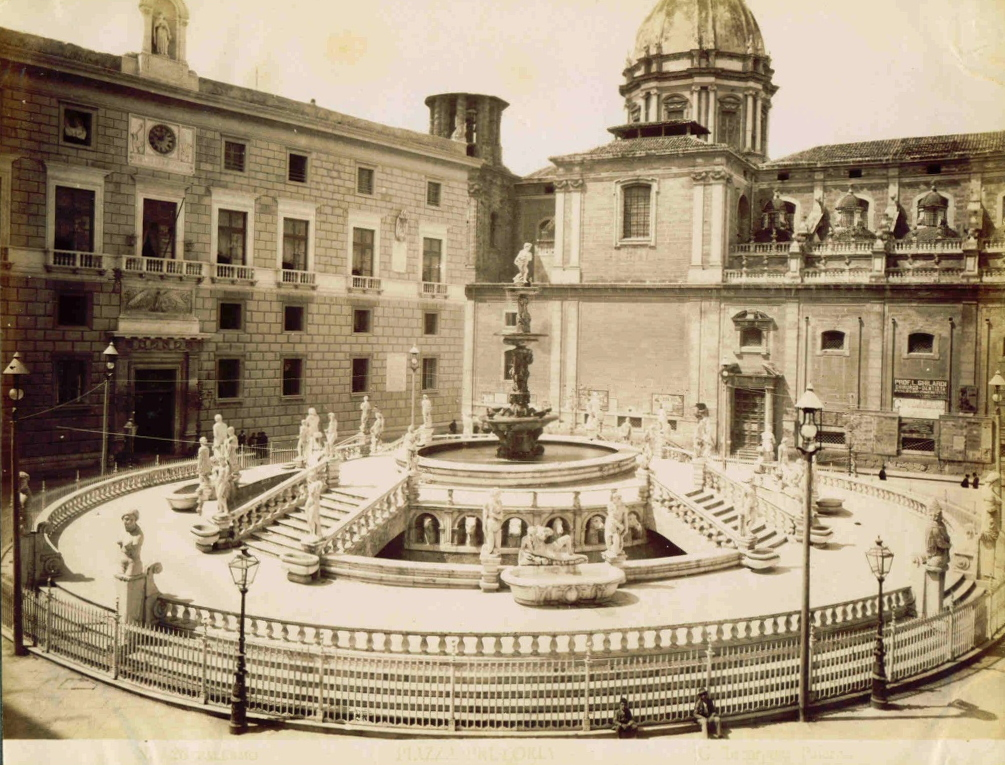
Het plein rond 1900.